# آبلیو (شرکت آلمانی)
آبلیو (آلمانی: Abellio GmbH) یک شرکت مدیریت ترابری عمومی در آلمان است.
این شرکت که در سال ۲۰۰۴ تأسیس شده در زمینه ترابری ریلی و اتوبوس‌رانی فعالیت می‌کند و مقر اصلی آن در برلین است. آبلیو دارای چند خط راه‌آهن منطقه‌ای در ایالت نوردراین-وستفالن می‌باشد.

## نگارخانه

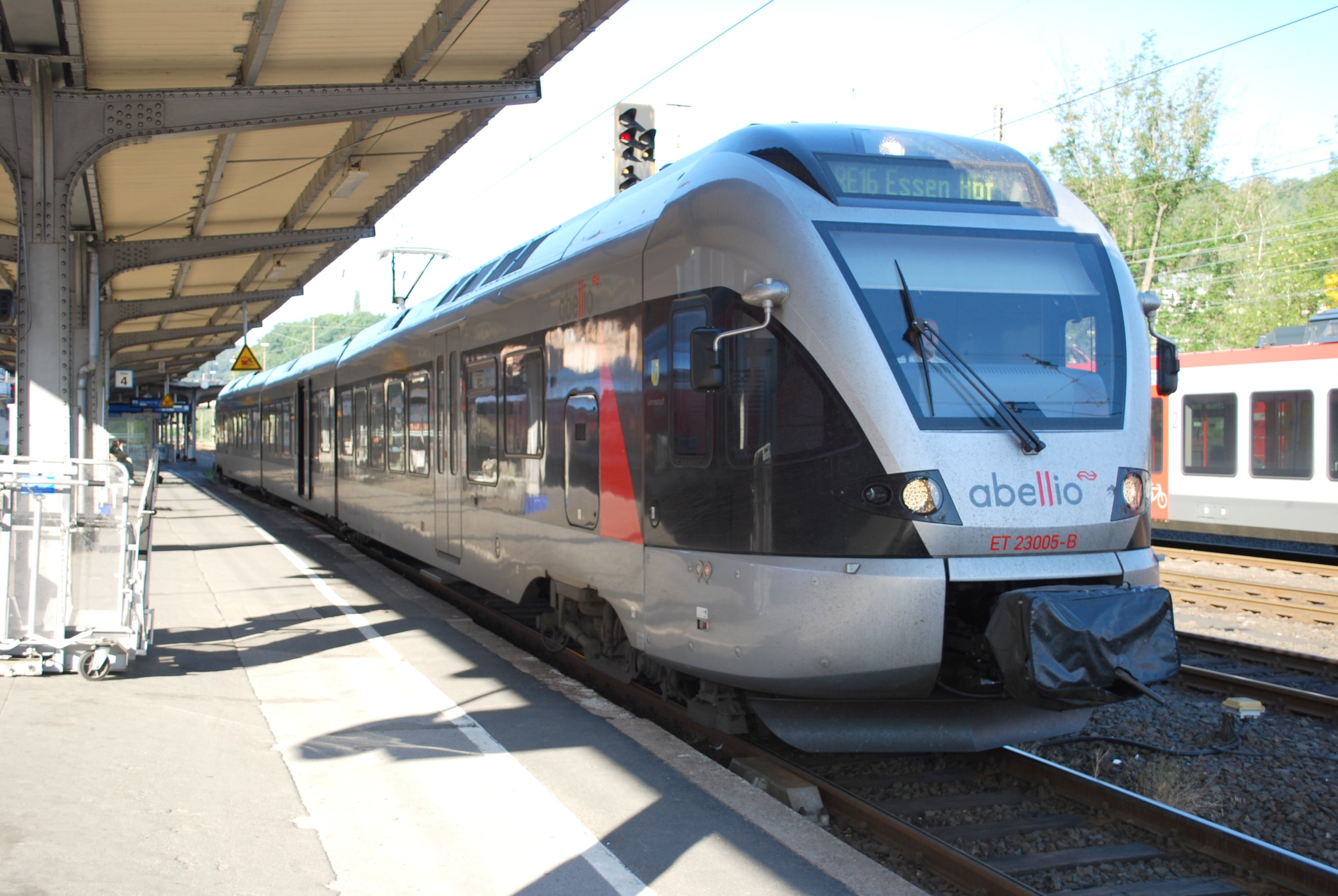
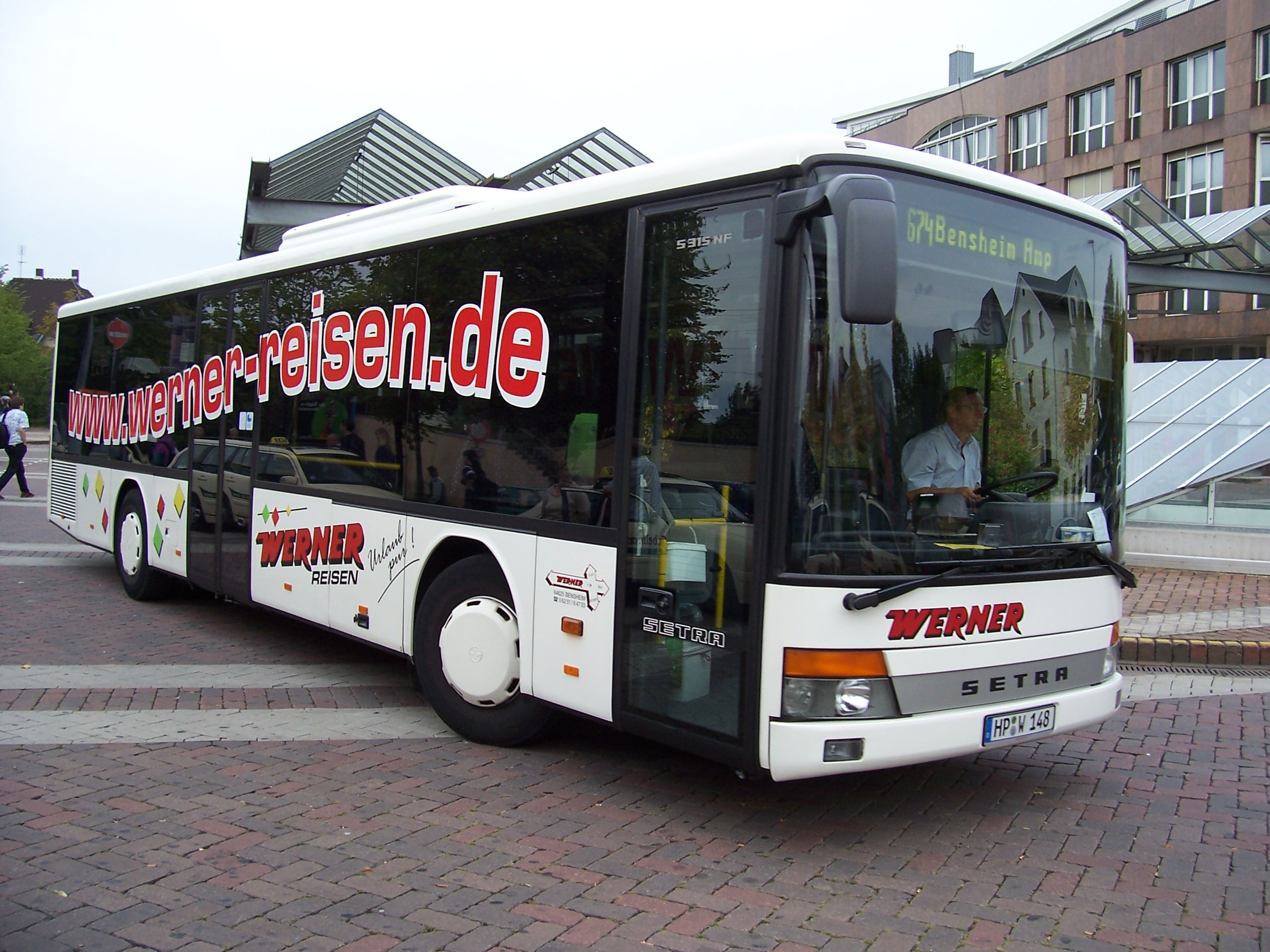